# Oksylikwit
Oksylikwit, nazwa zwyczajowa ciekłe powietrze – mieszanina wybuchowa ciekłego tlenu z substancją palną (sadza, torf, węgiel drzewny, mączka drzewna) sporządzana bezpośrednio przed użyciem.
Własności wybuchowe mieszanki są zależne od użytej substancji palnej i zawartości tlenu, mogą być miotające, a nawet silnie kruszące. Oksylikwity szybko tracą owe własności z powodu dużej lotności ciekłego tlenu (temp. wrzenia = – 183 °C). Naboje oksylikwitowe, składające się z substancji palnej zawiniętej w papier, zanurza się przed użyciem w termosie z ciekłym tlenem. Przygotowany ładunek należało szybko założyć i zdetonować, bo ich żywotność nie przekraczała 20 min.
Mieszanina jest wrażliwa na płomień (niezawodnie detonuje od spłonki detonującej z azydkiem ołowiu; można też pobudzić lontem detonującym), a także uderzenie, iskrę i uderzenie. Maksymalne ciepło wybuchu wynosi 6688-9614 kJ/kg (1600-2300 kcal/kg) przy gęstości 0,9–1,2 g/cm³; dla tej samej gęstości prędkość detonacji waha się od 2000 do 5000 m/s.
Oksylikwity wykorzystywano w górnictwie, jako materiały wybuchowe skalne, rzadko w kopalniach węgla; nie stosuje się w kopalniach głębinowych.